# Kleiner Laufen bei Laufenburg

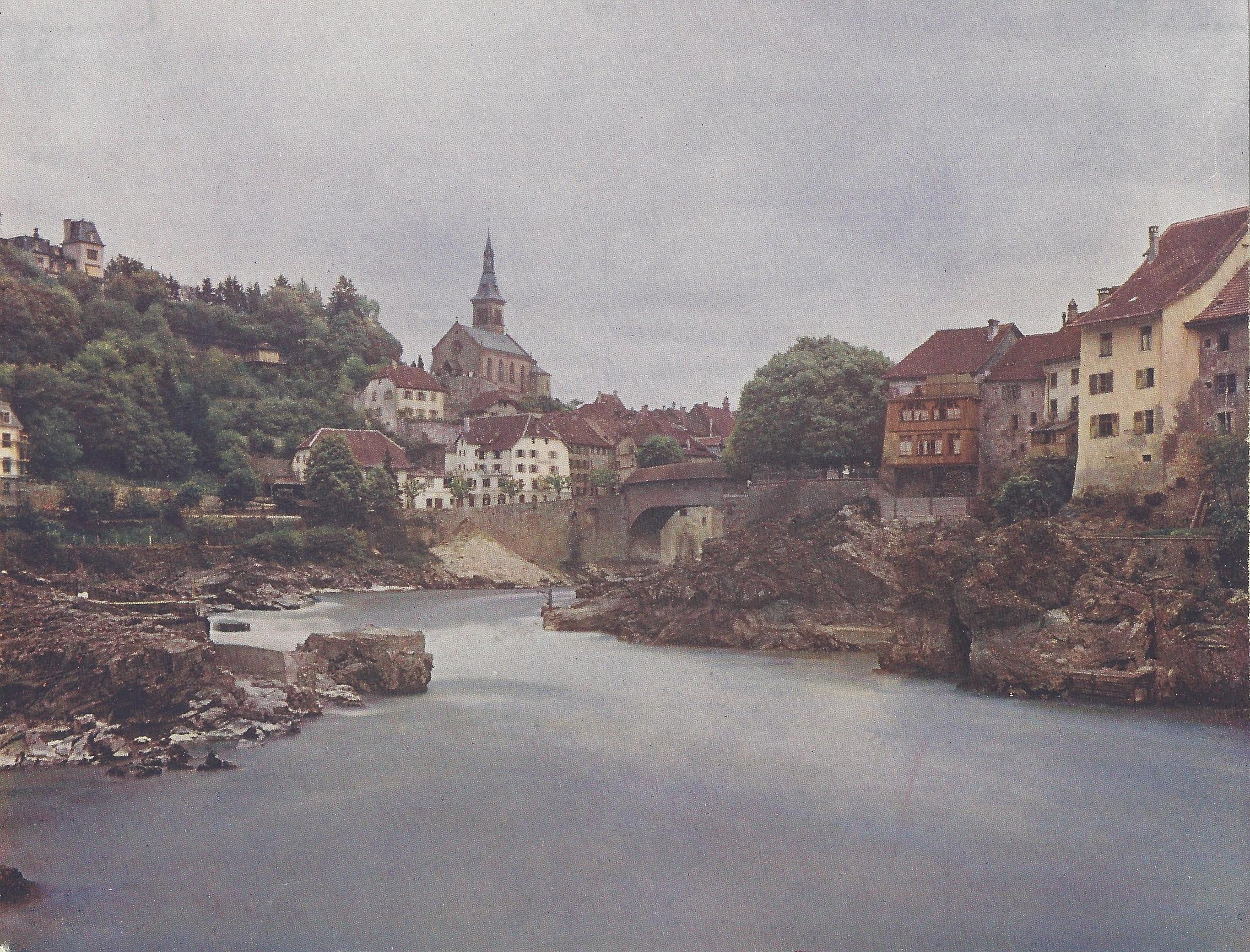
Der noch ungesprengte Laufen mit der roten Fluh, Farbfotografie von 1910

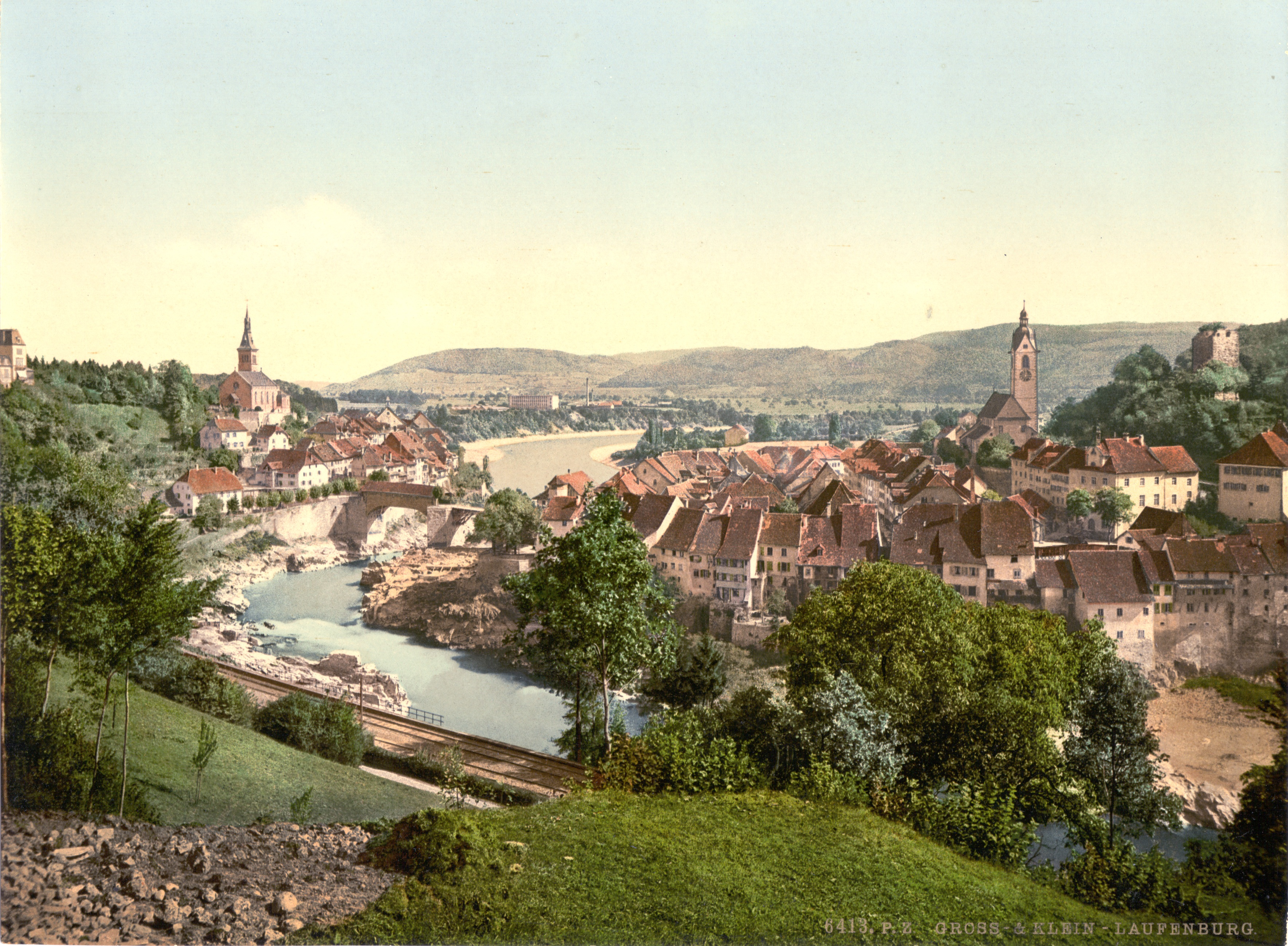
Beide Laufenburg mit dem Laufen, Photochromdruck, 1896

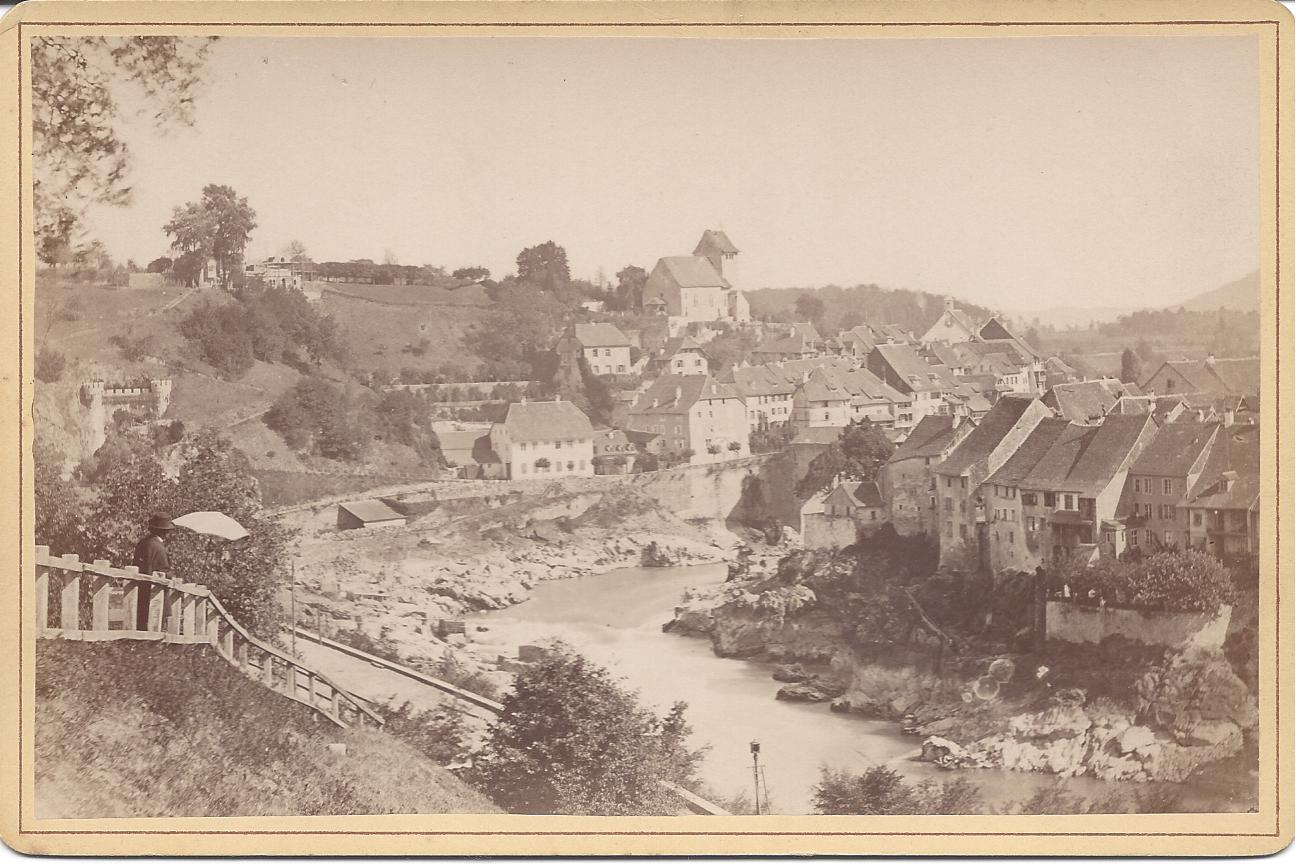
Gottlieb Theodor Hase: Der Laufen 1864, Albuminabzug von 1881

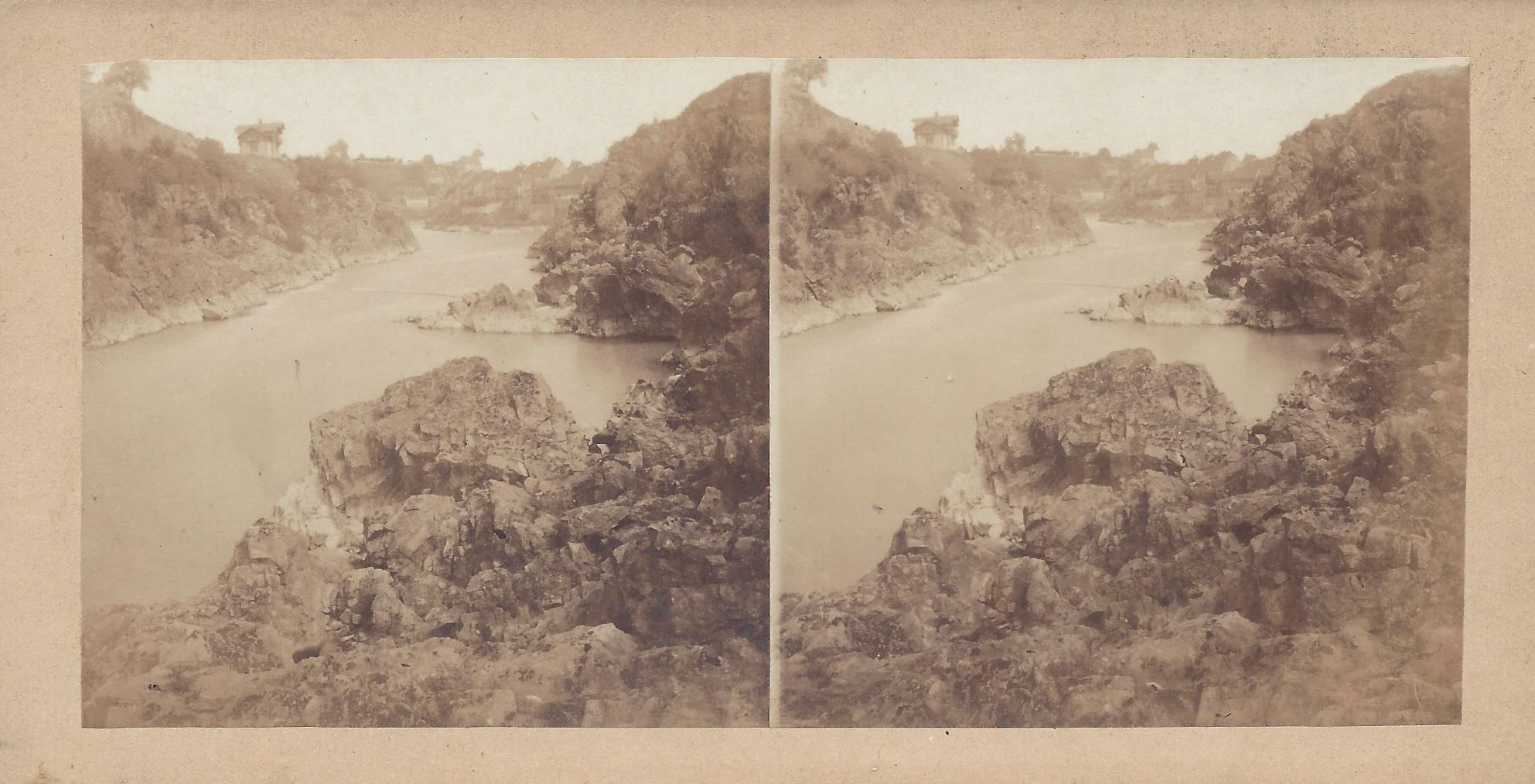
Henri-Charles Plaut: Blick durch die Schlucht auf Laufenburg, 1859

Der Kleine Laufen bei Laufenburg war eine Stromschnelle im Hochrhein unterhalb der Laufenbrücke zwischen den Städten Laufenburg (Schweiz) und Laufenburg (Deutschland). Den Namen Kleiner Laufen erhielt der Katarakt in Unterscheidung zum Grossen Laufen (Rheinfall) und zum Mittleren Laufen (Laufen bei Ettikon). In den Jahren 1908 bis 1912 wurde der Kleine Laufen zur Verbesserung der Schiffbarkeit und zum Kraftwerksbau gesprengt.

## Geschichte
Bis zum Bau des Kraftwerks Laufenburg 1908 war die Stromschnelle bei Laufenburg nach dem Rheinfall die imposanteste Stromschnelle des Hochrheins. Das Flussbett war hier zwischen den Felsen auf 12 bis 13 Meter Breite eingeengt, was zu einem Brückenschlag in Form der Laufenbrücke geradezu aufforderte.

## Geographie

### Flurnamen und Topografie
Laufen bedeutet «Wasserfall, Wasserstrudel, Stromschnelle». Aufgrund der seltenen Naturformationen wurden aber auch für viele einzelne Felsen, Wirbel, Strudel und sonstige Besonderheiten eigene Namen vergeben. So fand sich im Flussbett der prismatische Rote-Fluh-Felsen, an dem manches Floß zerschellte. 1851 riss ein großes Floß einen Teil des Felsens ab. Weiter gab es den Laufenfelsen, der nur bei Niedrigwasser zu sehen war. Auf dem Oftringerfels am deutschen Rheinufer auf dem einst die Ruine Oftringen stand befindet sich heute als Denkmal ein monumentaler Bronzeadler. Auf den Lachsfang wies der Name Lachsloch hin. Jede der fest installierten Salmenwaagen hatte ihren eigenen, von der Örtlichkeit inspirierten Namen, etwa: Bey der Schnelle, der Grausen, in der Höll, die Todten Waag oder im Treiben Wägle. Die Todten Waag stand an dem gleichnamigen Wirbel, der angeschwemmtes Material und auch Ertrunkene im Wirbel bis zum nächsten Hoch- oder Niedrigwasser festhielt. Daraus entstand die Sage, dass die Seelen der Ertrunkenen erst dann erlöst würden, wenn sie freikamen. Flussabwärts lag die Schlucht, eine von beiden Seiten mit scharfkantigen Gneisfelsen gesäumte Enge, die die Wassermassen bei Hochwasser bis zu 17 m hoch anstauen konnte. Bei Niedrigwasser konnte man mit Balken die Stelle überqueren.

### Geologie
Die Stromschnelle bildete sich während und nach der Riß-Kaltzeit heraus, während das einstige, weite Flussbett durch Schotter verfüllt worden war. Während der anschließenden Phase erneuter Eintiefung fixierte sich der Rheinlauf recht weit im Norden, oberhalb eines Ausläufers des Südschwarzwälder Grundgebirges. In dessen harten, von Aplitgängen durchzogenen Gneis fraß sich der Rhein im weiteren Verlauf epigenetisch ein. Die Gesteinsformationen sind wegen des Kraftwerksbaus eingehend erforscht worden.

### Hoch- und Niedrigwasser
Vor der Aufstauung schwankte der Wasserstand in der Felsenge erheblich (bis zu 13 m). Insbesondere die wenige Kilometer oberhalb mündende und den Rhein hier an Wasserführung übertreffende Aare führt bei Schneeschmelze viel Wasser heran.

## Fischfang, Flößerei und Warentransport
Der Laufen bildete eine natürliche Fischtreppe, welche alljährlich wiederkehrend vom Atlantischen Lachs, Rheinsalm genannt, überwunden wurde. Die bis zu 1,10 m großen Lachse wurden in der Regel mit Fischergalgen gefangen und waren die Haupteinnahmequelle der Fischerzunft Laufenburg. Man fing aber auch andere Fische, unter anderem Europäischen Stör.
Während man Flöße auflösen und die Stämme einzeln durchtreiben lassen konnte, mussten alle Waren, die auf dem Rhein transportiert wurden, umgeladen werden. Dies bedeutete zusätzliche Einnahmen durch Transportgewerbe und Wegzoll.

## Abbildungen in Geschichte und in der Kunst

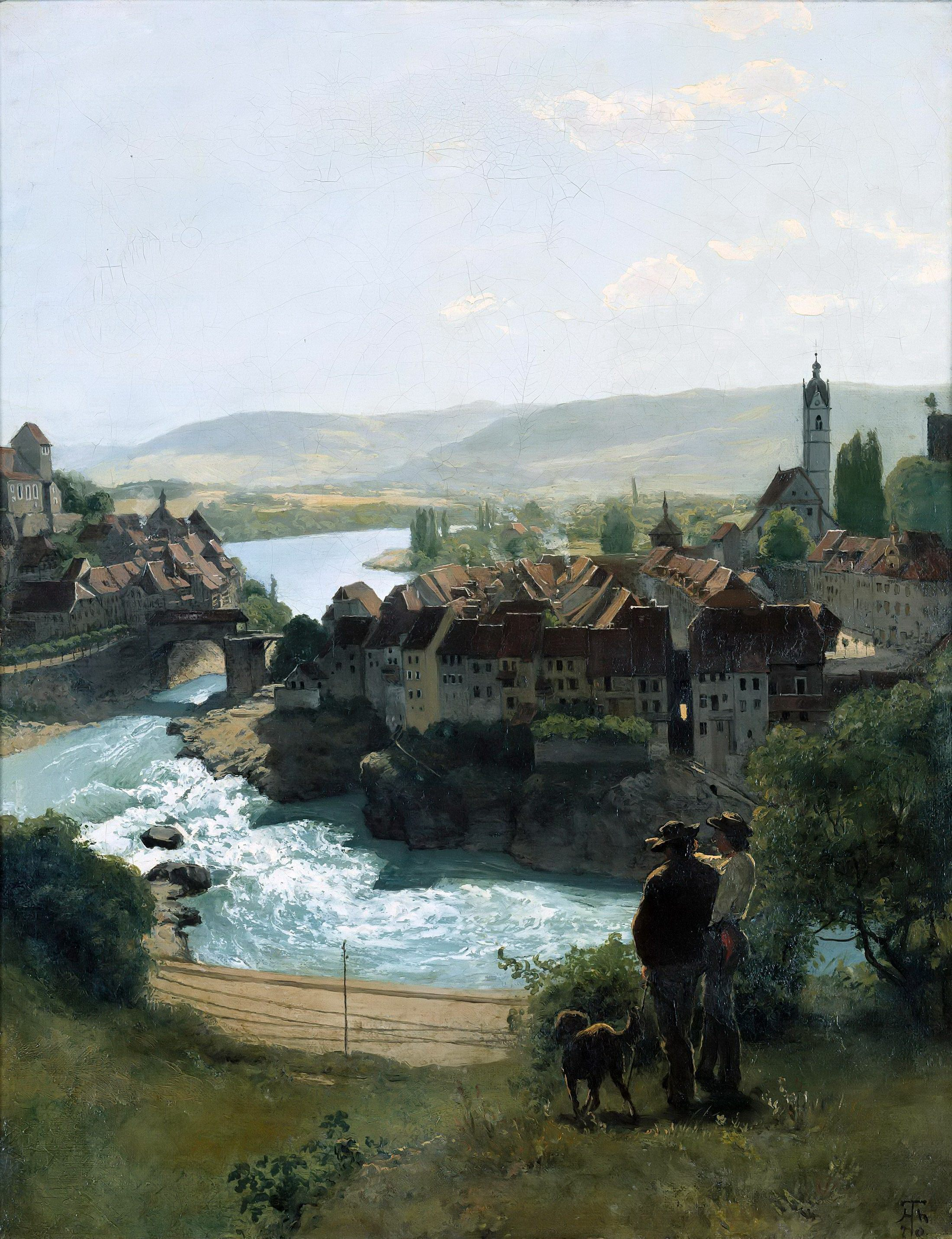
Hans Thoma: Der Laufen bei Laufenburg

Abbildungen des Laufen gibt es seit dem Mittelalter, Chroniken und Geschichtswerke bildeten ihn ab. Später waren viele Künstler von der Naturszenerie angetan, etwa William Turner, Hans Thoma, Wilhelm Friedrich Gmelin, Gustav Schönleber, Johann Rudolf Rahn, Louis Achille Saugy (1863–1931) oder Myles Birket Foster.
Zu den späteren Lichtbilddokumenten gehören auch die des Fotografen Hermann Walter, die er im Jahr 1900 auf Anregung des Geologen Albert Heim anfertigte.

## Unglücksfälle
1793 verunglückten die Engländer George Samuel Browne und sein Freund bei dem Versuch, den Laufen mit einem Weidling zu befahren.